# آبومورفين
آبومورفين (Apomophine) هو ناهض دوبامين غير انتقائي والذي يقوم بتفعيل مستقبلات المشابهة لـ د1 (D1) ود2 (D2)، مع بعض التفضيل لتفعيل المستقبل الثاني. يعتبر الآبومورفين تاريخيا ناتج عن تحلل المورفين عند عند غليه مع الحمض المركز، ومن هنا جاء الشق الثاني من اسمه المورفين. الآبومورفين لا يحتوي فعليا على المورفين أو هيكل المورفين، ولا يرتبط الآبومورفين بالمستقبلات الأفيونية المفعول. الشق الأول من اسمه (الآبو) مرتبطة بكون الآبومورفين إحدى مشتقات الآبورفين.
تاريخيا، حاولوا استخدام الآبومورفين في بدايات القرن العشرين في العلاج النفسي للمثلية الجنسية، من عهد قريب بدأ استخدامه لعلاج عدم القدرة على الانتصاب لدى الرجال. حاليا، الآبومورفين يستخدم لعلاج داء باركنسون. يعتبر الآبومورفين مُقَيِّء قوي (يحفز التقيؤ) لهذا ينبغي عدم أخذ هذا الدواء بدون مانع للتقيؤ مثل الدومبيريدون (domperidone). استغلت خاصية تحفيز القيء للآبومورفين في الطب البيطري لتحفيز القيء العلاجي للكلاب الذين تناولوا حديثا مواد سامة أو غريبة.
استخدم الآبومورفين أيضا ولكن بشكل غير رسمي لعلاج إدمان الهيروين بنجاح، الغرض الذي كان يدافع عنه من قبل الكاتب William S. Burroughs. هنالك دراسة حديثة أوضحت إمكانية استخدام الأبومورفين على أنه كوسم في تقييم التغيرات على جهاز الدوبامين المركزي المرتبطة باستهلاك الهيروين بشكل مزمن. مع ذلك، لا يوجد دليل سريري على أن الآبومورفين فعال وآمن لعلاج إدمان المواد الأفيونية. الدراسات القديمة أشركت العلاج بالتبغيض لعلاج إدمان الكحول والقلق، والتقارير الحديثة قولية ولا يوجد دليل عليها.

## الفعالية البيولوجية
الآبومورفين يعتبر ناهض، أو مفعّل، لمستقبلي الدوبامين D1 وD2 مع الأفضلية لتفعيل مجموعة مستقبلات D2. أعضاء فصيلة مستقبلات ال D2 تتكون من مسقبلات D2، وD3، وD4، مجموعة المستقبلات هذه مشاركة في العملية التثبيطية للنواقل العصبية. عملية التثبيط تحدث عن طريق مسار من الإشارات العصبية تقوم بتفعيل المستقبل المرتبط بالبروتين G (G protein- coupled receptor)، تفعيل هذا المستفبل يؤدي إلى تثبيط عمل الإنزيم مُحَلِّقَةُ الأَدينيلات (adenylate cyclase)، وبالتالي تقل مستويات جزيء الإشارة الأدينوسين أحادي الفوسفات الحلقي (cyclic AMP). مستقبل D4 يعتبر هدف مهم في مسار الإشارات العصبية (signaling pathway)، ويرتبط هذا المستقبل بمجموعة من الاضطرابات العصبية. النقص أو الزيادة في كمية الدوبامين من الممكن أن تمنع الوظيفة المناسبة للمستقبلات مما يؤدي إلى حالة مرضية. قديما فكروا أن تحفيز إفراز الدوبامين يكون في حالة انفصام الشخصية، لكن ظهر أن هذه العلاقة تعتمد على السبيل الذي حدثت به وكمية الدوبامين هو عامل من مجموعة عوامل أخرى. الآبومورفين يستخدم في الأمراض التي تكون فيها مستويات الدوبامين أقل من المعدل الطبيعي، مثل داء الباركنسون، ومن الممكن أن يساعد في إعادة الوضع الحركي الطبيعي عن طريق زيادة الإشارات التثبيطية.

## الاستخدامات

### إدمان الكحول
استخدم الآبومورفين بنجاح ملحوظ لعلاج إدمان الكحول والمورفين. الطبيب الرئيسي في الخمسينيات وهو John Yerbury Dent(1888-1962)، قديما في دراساته، اعتقد بشكل خاطئ أن كون الآبومورفين يستخدم على أنه مقيّء هو ما جعله فعالا لعلاج إدمان المسكرات. بعد ذلك أدرك أن للآبومورفين تأثير أعمق من ذلك. حاليا افترض أنه المشغل العصبي البيولوجي لنظام الدوبامين ولهذا أسماه «سبيل المكافأة،reward pathway».

### داء الباركنسون
استخدم الآبومورفين لأول مرة كعلاج لمرض باركنسون في وقت مبكر من عام1951، وقد سجل الاستخدام السريري لأول مرة في عام 1970 من قبل Cotzias ، وعلى الرغم من خاصية تحفيز القيء وقصر عمر النصف للآبومورفين فإن استخدامه عن طريق الفم غير عملي. وقد وجدت دراسة لاحقة أن الجمع بين الآبومورفين مع مضاد للقئ «دومبيريدون» قد حسّن النتائج بشكل ملحوظ. تسويق الآبومورفين لمرض الباركنسون جاء بعد استخدامه بنجاح في المرضى الذين يعانون من التقلبات الحركية باستخدام حقن إنقاذ بشكل متقطع وحقن تدفع الدواء بشكل متواصل (continuous infusions).
الاستخدام العلاجي للآبومورفين في مرض الباركنسون فعال لأن الدواء له فعالية دوبامينية قوية. عندما يحقن الآبومورفين تحت الجلد، يعتبر أنه ناهض الدوبامين الأكثر فعالية. خلال 02-3 دقائق من حقن الآبومورفين تظهر شدة فعالية الدواء «القدرة على تحويل مريض الباركنسون إلى حالة أفضل من حيث التحكم بالأعراض» وهذا الدواء يمكن مقارنته مع ل- دوبا. حقنة واحدة تحت الجلد يدوم مفعولها ل 90 دقيقة. بينما يمكن دمج الآبومورفين مع ل-دوبا، القصد من هذا هو تقليل جرعات ل-دوبا المستخدمة، لأنه في هذه المرحلة مريض الباركنسون بسبب استخدامه لدواء ل-دوبا من الممكن أن يشهد قدرا كبيرا من خلل الحركة وفترات off «حالة من نقصان القدرة على الحركة». وبعد تحدي الآبومورفين الناجح، تدريب المريض ومن يقوم بتقديم الرعاية له، ومعايرة الجرعة بحذر، من الممكن إبقاء المريض بالحالة الفاعلة "on state" باستخدام مضخة آبومورفين كعلاج فعال ووحيد.

### عدم القدرة على الانتصاب لدى الرجال
هيدروكلوريد الآبومورفين (الاسم التجاري "Uprima"، "Ixense") كان علاج يستخدم لعدم القدرة على الانتصاب (ضعف الرجل). يقوم الآبومورفين بتحفيز الدوبامين بالدماغ وهذا ما يعتقد بأنه يعزز الاستجابة الجنسية لدى الرجل. وُجد أن فعالية الآبومورفين ضعيفة. لقد وجدوا في دراسة على نطاق واسع أجراها باحثون في المملكة المتحدة في وحدة سلامة الأدوية (Drug Safety Unite) وجامعة بورتسموث (University of Portsmouth) وتم وقفها في المملكة المتحدة في يناير كانون الثاني عام 2006. حوالي 65%-70% شعروا أن الآبومورفين غير فعال، وقد قام 60% من أكثر من 11,000 مريض (متوسط أعمارهم 61) بوقف الدواء خلال الشهر الأول، و23% منهم بوقفه في الشهر الثاني. دراسات الولايات المتحدة ركزت على الرجال الذين يعانون من عدم القدرة العام على الانتصاب لدى الرجال. دواء مثل ال Uprima يؤثر على الرغبة الجنسية ولا يؤثر بشكل مجموعي على الجسم بخلاف دواء مثل الفياجرا (Viagra)، والذي يؤثر على الدورة الدموية. لهؤلاء الرجال الذين يعانون من مشاكل بالرغبة الجنسية على عكس عدم القدرة على الانتصاب العام، يعمل ال Uprima في هذه الحالة كما هو متوقع.
الانتصاب لدى الرجال بشكل عام ينقسم إلى قسمين: انتصاب انعكاسي، وهذا الانتصاب يحدث عن طريق تحفيز وظيفي للقضيب، والنوع الثاني هو الانتصاب النفسي، وهو الذي يحدث بسبب التخيلات الجنسية، والأفكار الجنسية، أو بسبب النظر لأشياء محفزة جنسيا. الانتصاب النفسي يتم فقدانه تدريجيا لدى الرجال ما بين ال 45 و65 عام. الآبومورفين أظهر أنه من الممكن أن يعيد القدرة على الانتصاب النفسي للرجال الذين لن يتمكنوا من إعادته بطريقة أخرى.

### داء الزهايمر

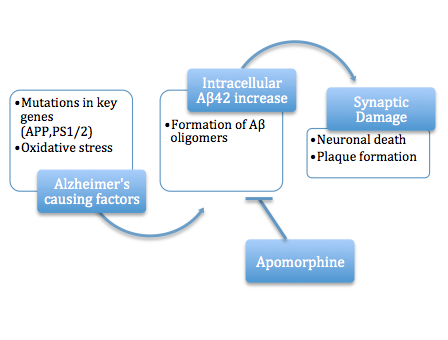
اتبع المخطط الذي يصور الحالات التي تؤدي إلى مرض الزهايمر. الآبومورفين يقوم بدوره كما اقترحه Himeno وآخرون، والذي يعيق تطور المرض..

عندما يحصل للبروتينات في الخلية مشكلة بالانطواء بسبب خلل، أو مشكلة بالتصنيع، أو طفرة هذا يؤدي إلى تغير بالشكل الثنائي للبروتين ويؤدي إلى تغييرات بالحمض الأميني. في حالات كثيرة من تجمع البروتين، الأطراف أو البقايا الكارهة للماء، في الوضع الطبيعي تكون في الجزء الداخلي للبروتينات الذائبة، لكن يحدث إعادة ترتيب فيصبح الجزء الكاره للماء معرض للمحلول الخارجي. هذا يؤدي إلى تفاعل بين الأجزاء الكارهة للماء لعدة بروتينات، وسبب هذا التفاعل لتقليل العشوائية وتقليل مساحة السطح الكارهة للماء المعرضة للمحلول. يتكون عدد قليل من الجزيئات أو البلازميدات التي لا تزال تذوب بالماء، لكن هذه الجزيئات تستمر بالنمو وتستمر بالتجمع فتخرج من المحلول، مما يؤدي إلى خلل بالخلية وحدوث أمراض. دراسات حديثة أظهرت أن التجمعات قبل اللُييف أيضا سامة للخلية لأنها عبارة عن تجمع للجزيئات الكارهة للماء من أجزاء مختلفة من الخلية مما يؤدي إلى إعادة ترتيب هيكل الخلية وفقدان الاتصال بين خلية وأخرى.
وتفيد التقارير بأن الآبومورفين هو المثبط أو المانع لتكون اللييف للاميلويد بيتا بروتين (Aβ) ومن هنا قد تأتي فعاليته في علاج مرض الزهايمر تحت إطار فرضية الأميلويد. الآبومورفين عبارة عن جزيء صغير وجد لتحفيز ال oligomerization لمجموعة جزيئات Aβ40، لكنه يثبط أو يمنع تكوين اللييفات الأكثر تطورا. قدرة الجزيئات الصغيرة على الحماية يعتقد أنه بسبب التأكسد التلقائي لمجموعة الهيدروكسيد. متى ما حدث تعديل على الجزء الوظيفي، القدرة على التثبيط تقل، مما يقلل التدخل المباشر وغير المباشر في تكوين اللييفات.
تم اختبار التأثيرات الوقائية للآبومورفين على فئران لديها طفرة بالجين المتعلق بمرض الزهايمر مثل جين اميلويد البروتين (APP)، وهو الجين المسؤول عن بناء جزيء الاميلويد. لقد لوحظ أن الآبومورفين يحسن فعالية الذاكرة بعد إجراء الاختبار Morris Water Maze بنجاح. مستويات البروتينات الضالة التي تؤدي إلى اضطراب عصبوني في دماغ الفئران يتم حسابها أيضا. لقد لوحظ بعد العلاج أن مستويات الجزيئات Aβ42 داخل العصبونات أقل عند مقارنتها بفئران لم تخضع لعلاج. هذه النتائج متوافقة مع النتائج الأخرى المتعلقة ببروتينات مرض الزهايمر وبروتينات تاو (tau proteins) التي لوحظ أنها تقل أيضا عند العلاج بالآبومورفين. وقد تبين أن الآبومورفين يحفز تحطم Aβ ويمنع تكونه بسبب خصائصه المانعة للأكسدة. جرعات معتدلة من الآبومورفين أثبتت أنها تؤدي إلى تحسن أما استخدامه بكثيرة لا يؤدي إلى منفعة، على العكس فإنه من الممكن أن يسبب السمية.

### إدمان المواد الأفيونية
بشهادة William S. Burroughs في مقدمة طبعات لاحقة من Naked Lunch كتب أن الآبومورفين هو الدواء الوحيد الفعال لعلاج إدمان الافيونيات التي واجهته. «إن العلاج بالآبومورفين يختلف نوعيا عن العلاج بأي مادة أخرى، لقد جربت جميع الطرق. لقد قل استخدامي للمواد الأفيونية بشكل قصير أو بشكل بطيء بعد استخدامي للكورتيزون، ومضادات الهيستامين، والمهدئات، والمنومات، والtolserol، والريزيربين، لكن سرعان ما عدت للمواد الأفيونية وانتكست بعد هذه العلاجات. لم أستطع القول أنني تعالجت بشكل تام وعادت عمليات الأيض تعمل لدي بشكل طبيعي إلا بعد استخدام الآبومورفين. الدكتور John Yerbury Dent شرح لي كيف يعمل الآبومورفين على الجزء الخلفي من الدماغ لينظم عمليات الأيض ويعيد مجرى الدم إلى طبيعته بحيت يتم تدمير الأنزيم الموجود في مجرى الدم المسؤول عن الإدمان خلال مدة أقصاها من 4-5 أيام. بعدما يتم تنظيم الجزء الخلفي من الدماغ يصبح من الممكن إيقاف الآبومورفين واستخدامه فقط في حالات الانتكاس».لا يوجد دراسات على الآبومورين وتأثيره على علاج إدمان المواد الافيونية، وإمكانية المحافظة على آثاره الإيجابية وإزالة الأثر الجانبي المتمثل بالقيء. بالرغم مما قاله Burroughs عن الآبومورفين إلا أنه لم يتعافى أبدا من إدمان المواد الأفيونية وعاد إليها بعد سنوات من انتهاء علاجه بالآبومورفين. مع ذلك لقد أصر Burroughs على فعالية الآبومورفين وقد ذكر ذلك في عدة أعمال ومقالات له.

## تأثير الدواء
الآبومورفين لديه ألفة للمستقبلات التالية:
| - D 1 (Ki = 484 نانومول) - D 2 (Ki = 52 نانومول) - D 3 (Ki = 26 نانومول) - D 4 (Ki = 4.37 نانومول) - D 5 (Ki = 188.9 نانو مول) | - 5-HT 1A (Ki = 2523 نانومول) - 5-HT 1B (Ki = 2951 نانومول) - 5-HT 1D (Ki = 1230 نانومول) - 5-HT 2A (Ki = 120 نانومول) - 5-HT 2B (Ki i = 132 نانومول) - 5-HT 2C (Ki = 102 نانومول) | - α 1A الأدرينالية (Ki = 1995 نانومول) - α 1B الأدرينالية (Ki = 676 نانومول) - α 1D الأدرينالية (Ki = 64.6 نانومول) - α 2A الأدرينالية (Ki = 141 نانومول) - α 2B الأدرينالية (Ki = 66.1 نانومول) - α 2C الأدرينالية (Ki = 36.3 نانومول) |

الآبومورفين لديه <1000 نانومول تقارب ل 5-HT 1B، 5-HT 1D، وα 1A الأدرينالية، و<10000 نانومول تقارب ل -β الأدرينالية، H 1، وmACh (1).
الآبومورفين يتصرف باعتباره ناهض جزئي على
D2S (IA = 79%), D2L (IA= 53%), D3 (IA = 82%), and D4 (IA = 45%)
و يتصرف باعتباره ضد أو مناهض على
5-HT1B, 5-HT1D, 5-HT2A, 5-HT2B, 5-HT2C, α1-adrenergic, and α2-adrenergic.
و على الرغم من أن لها كفاءات في D 1 وD 5 غير واضحة، فمن المعروف أنها تعمل بمثابة ناهض في هذه المواقع.

### السمية
LD 50 (الجرعة التي تقتل 50% من عدد الأشخاص المتعاطين) 
| جرعة      | طريقة تعاطي الدواء | نوع |
| --------- | ------------------ | --- |
| 300 mg/kg | عن طريق الفم       | فأر |
| 160 mg/kg | داخل الصفاق (ip)   | فأر |
| 56 mg/kg  | بالوريد (iv)       | فأر |

## الخصائص الكيميائية للدواء

### الخصائص
الآبومورفين لا لون له في الحالة السائلة لكنه يَصبغ باللون الأخضر، لهذا يجب أخذ الحذر عند استخدامه لتفادي البقع. الآبومورفين لا يبقى مستقر لأكثر من 24 ساعة في وعاء من البلاستيك، لهذا يجب التخلص من الحقنة البلاستيكية إذا لم تستخدم خلال 24 ساعة.

### تصنيع الدواء
يوجد عدة طرق لإنتاج الآبومورفين من المورفين، في السابق كان يتم دمج المورفين مع حمض الهيدروكلوريك على درجات حرارة عالية، تقريبا 150سْ، لإنتاج كمية قليلة من الآبومورفين التي من الممكن أن تتراوح في أي مكان من 0.6% إلى 46%.
هناك طرق أحدث تنشيء مشتقات مورفين بطريقة مشابهة، عن طريق تسخين المورفين بوجود أي حامض مما سيحفز إعادة ترتيب الذرات بسبب التنشيف (إزالة الماء) للألكلويدات من نوع مورفين، مثل حمض الفوسفوريك. تنحرف الطريقة فيما بعد بإضافة كاسح للماء، وهو مهم لإزالة الماء الناتج من التفاعل الذي من الممكن أن يتفاعل مع الناتج ويؤدي إلى انخفاض كمية العائد. الكاسح المستخدم من الممكن أن يكون أي مادة كاشفة تتفاعل مع الماء بشكل غير معكوس (Irreversible) مثل أنهيدريد الفثاليك أو كلوريد التيتانيوم. درجة الحرارة المطلوبة للتفاعل تختلف بناء على اختيار كاسح الماء والحامض. العائد من هذا التفاعل هو أعلى من ذلك بكثير، وهو لا يقل عن 55%.

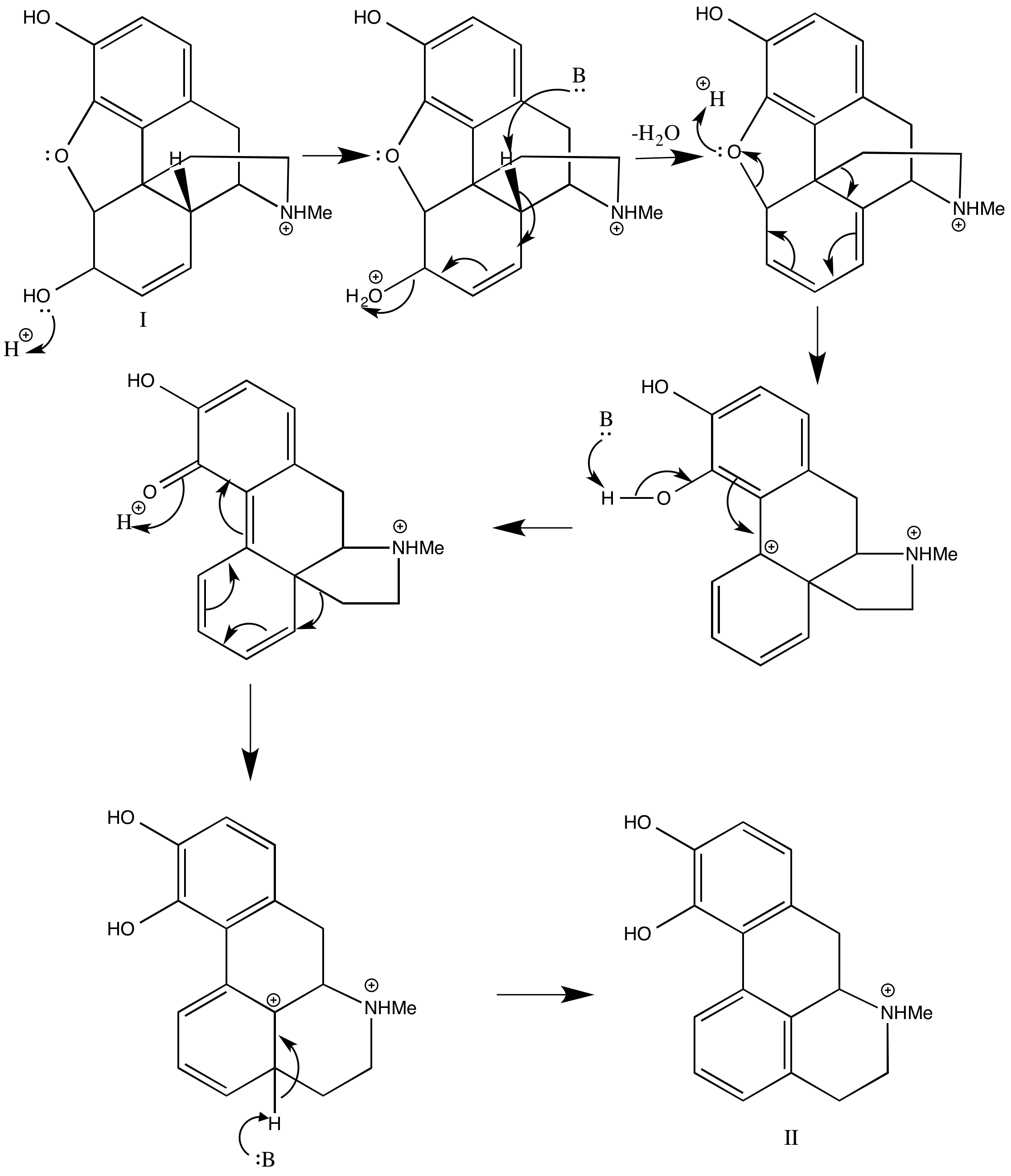
تحويل المورفين (I) إلى آبومورفين (II) في وجود حمض عن طريق إعادة ترتيب هيكل المورفين بالتجفيف، التي حددها بنتلي..

## في الحضارات الشهيرة
الآبومورفين له دور مهم في القصص البوليسية لآغاثا كريستي مثل قصة السرو الحزين (Sad cypress).